# William Dodwell
Pour les articles homonymes, voir Dodwell.
William Dodwell, né le 17 juin 1709 et décédé le 23 octobre 1785 est un écrivain et théologien irlandais, fils de Henry Dodwell.
Il entra dans le clergé anglican et devint archidiacre de Berks. 
On a de lui :
- une libre réponse aux Libres recherches du docteur Conyers Middleton
- un grand nombre de Sermons, dont un contre le livre de son frère Henry Dodwell, le Christianisme non fondé en preuves.